# حسن‌آباد (ساوجبلاغ)
حسن‌آباد  محله ای در شهر کرج و کنار عظیمیه کرج است این مکان در منطقه ۸ شهرداری کرج قرار دارد.